# 新城街道 (鞍山市)
新城街道，是中华人民共和国辽宁省鞍山市铁西区下辖的一个乡镇级行政单位。2019年12月，撤销新城街道，下辖的4个村成建制划入永发街道。

## 行政区划
新城街道下辖以下地区：
马驿屯村、沟家寨村、丰盛堡村、南地号村、宁远屯村、北地号村和笔管堡村。